# دریاچه مارمیشو
دریاچه مارمیشو در ۴۵ کیلومتری غرب شهر ارومیه در استان آذربایجان غربی ایران قرار دارد. مارمیشو در ۳۷ درجه عرض شمالی و ۴۴ درجه طول شرقی واقع شده و در نزدیکی مرز ایران و ترکیه است. مساحت این دریاچه ۵ هکتار است. درختان صنوبر، بلوط و گردو ازجمله پوشش گیاهی اطراف دریاچه هستند. برای رفتن به مارمیشو باید از روستاهای پسان، بانی و هلانی در ۴۵ کیلومتری شهر ارومیه رد شد.
مارمیشو با دارا بودن انواع آبزیان چون قزل‌آلا محل مناسبی برای ماهیگیری است. البته در سال جاری به دلیل ماهیگیری بیش از اندازه در این مکان، ماهیگیری ممنوع اعلام شده است‌ و حضور در مارمیشو تا ساعت ۶ بعد از ظهر ممکن است و بعد از ساعت ۶ جاده ورودی توسط هنگ مرزی بسته می شود. مارمیشو بر اثر زمین‌لرزه و سد کوه در مسیر آب‌های مرزی ایران و ترکیه به وجود آمده‌است. در سال‌های اخیر به دلیل جاری شدن سیل و پر شدن دریاچه با شن و ماسه سیلاب عمق و مساحت این دریاچه به شدت کم شده‌است. از دیگر عوامل تخریب فرسایشی دریاچه می‌توان به بی‌توجهی مسئولین اشاره کرد. نام دریاچه از مارشیمون بنیامین، رهبر مسیحیان آشوری ارومیه گرفته شده‌است.

## نگارخانه

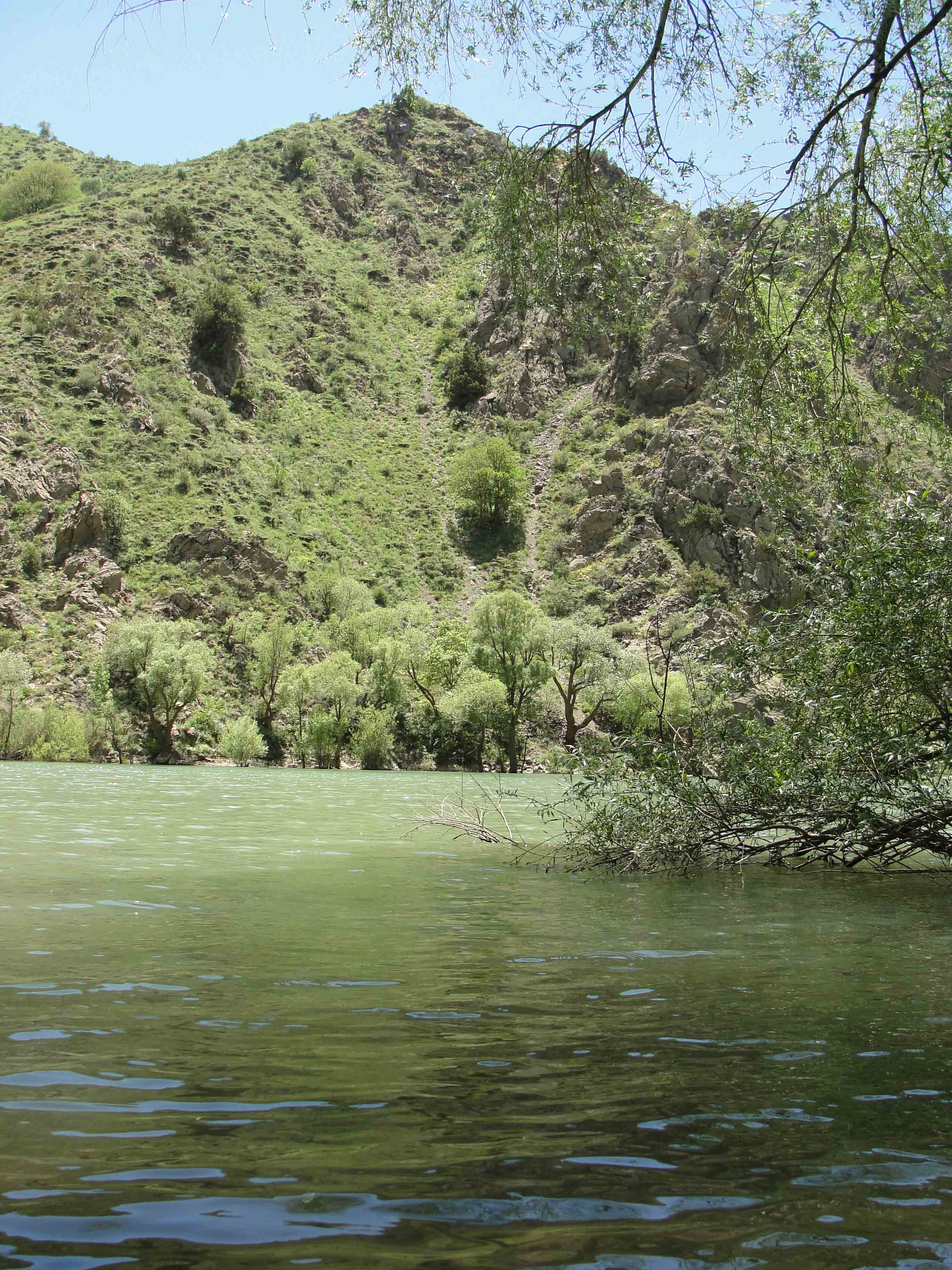
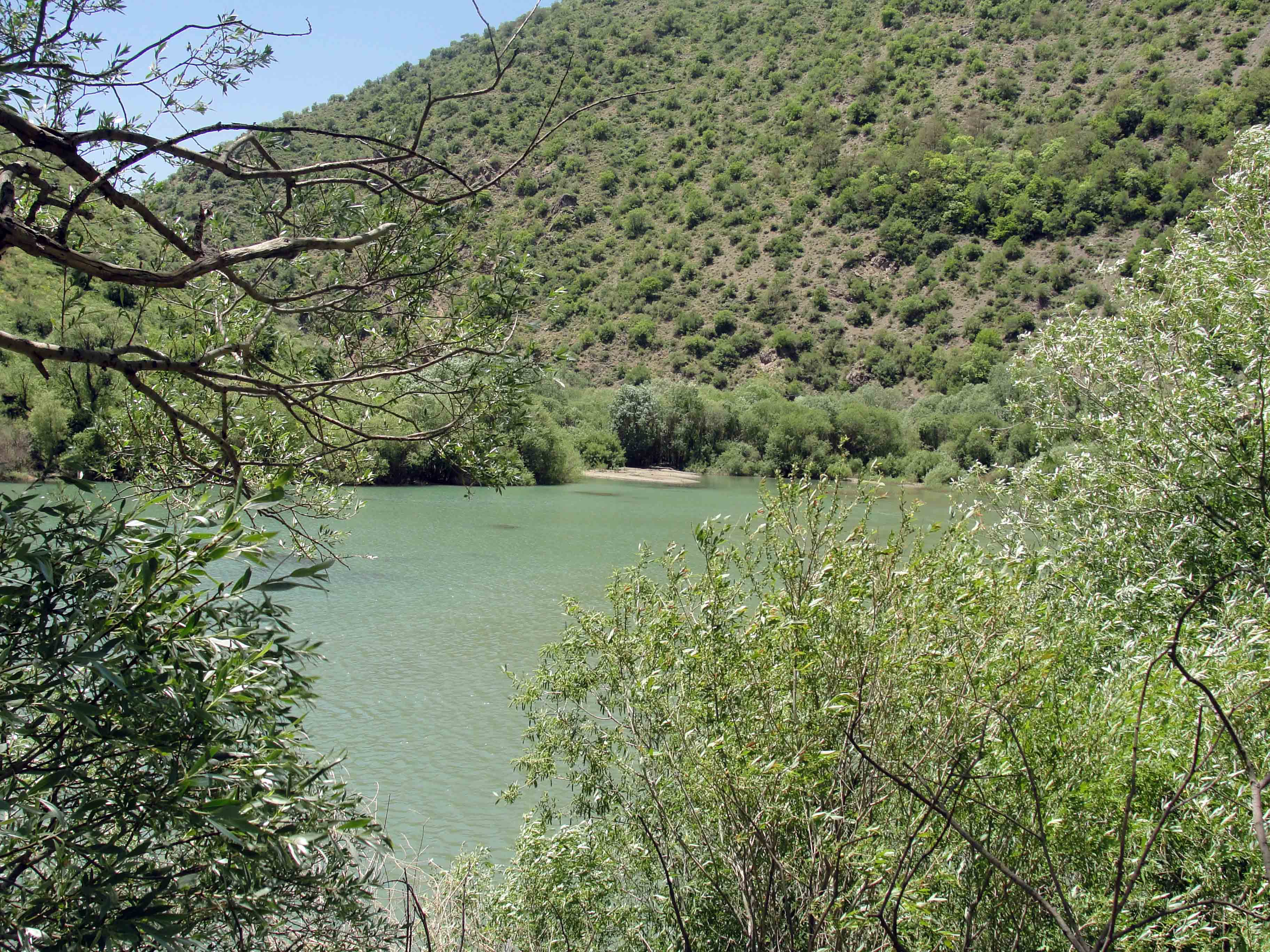
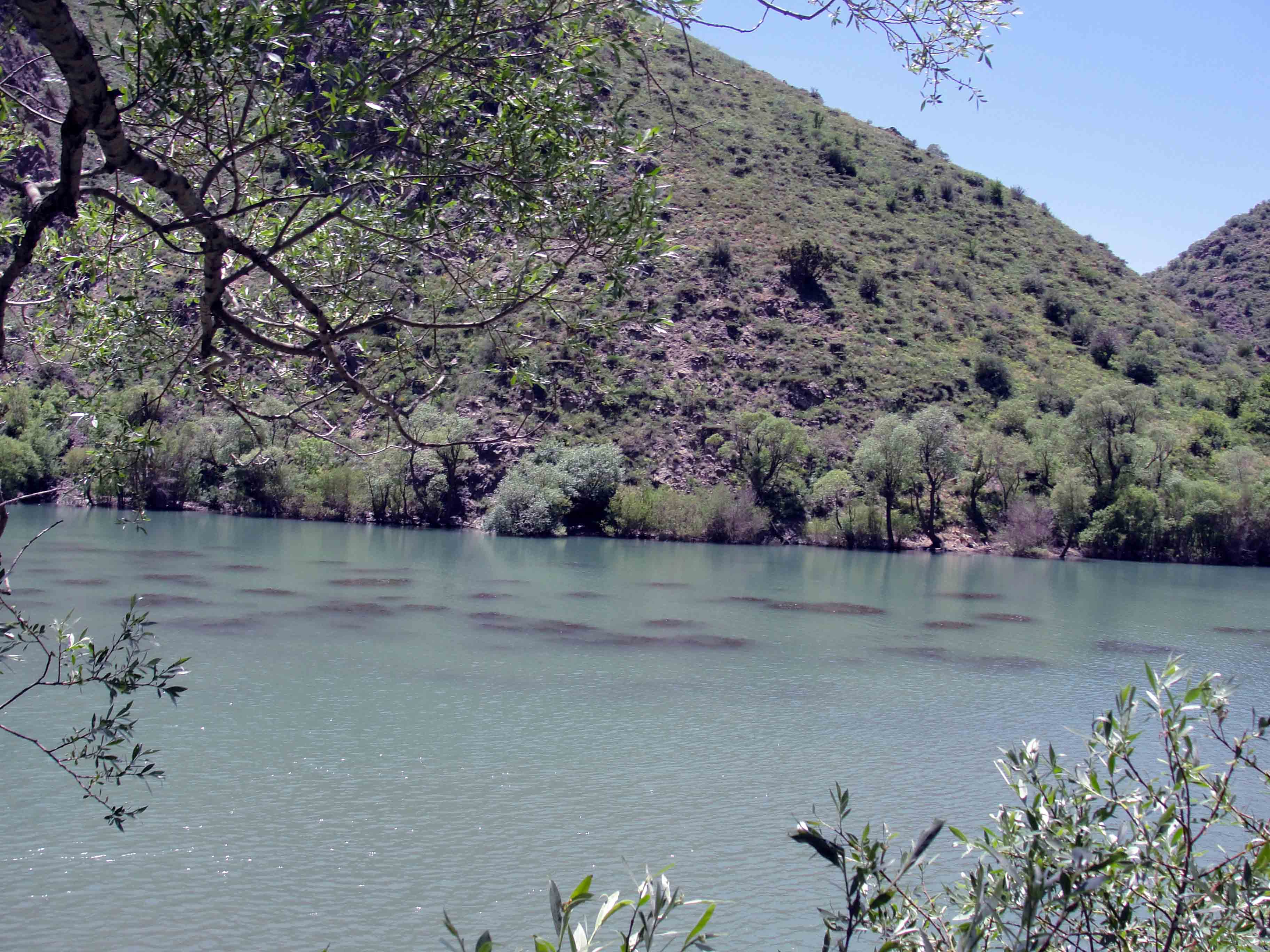
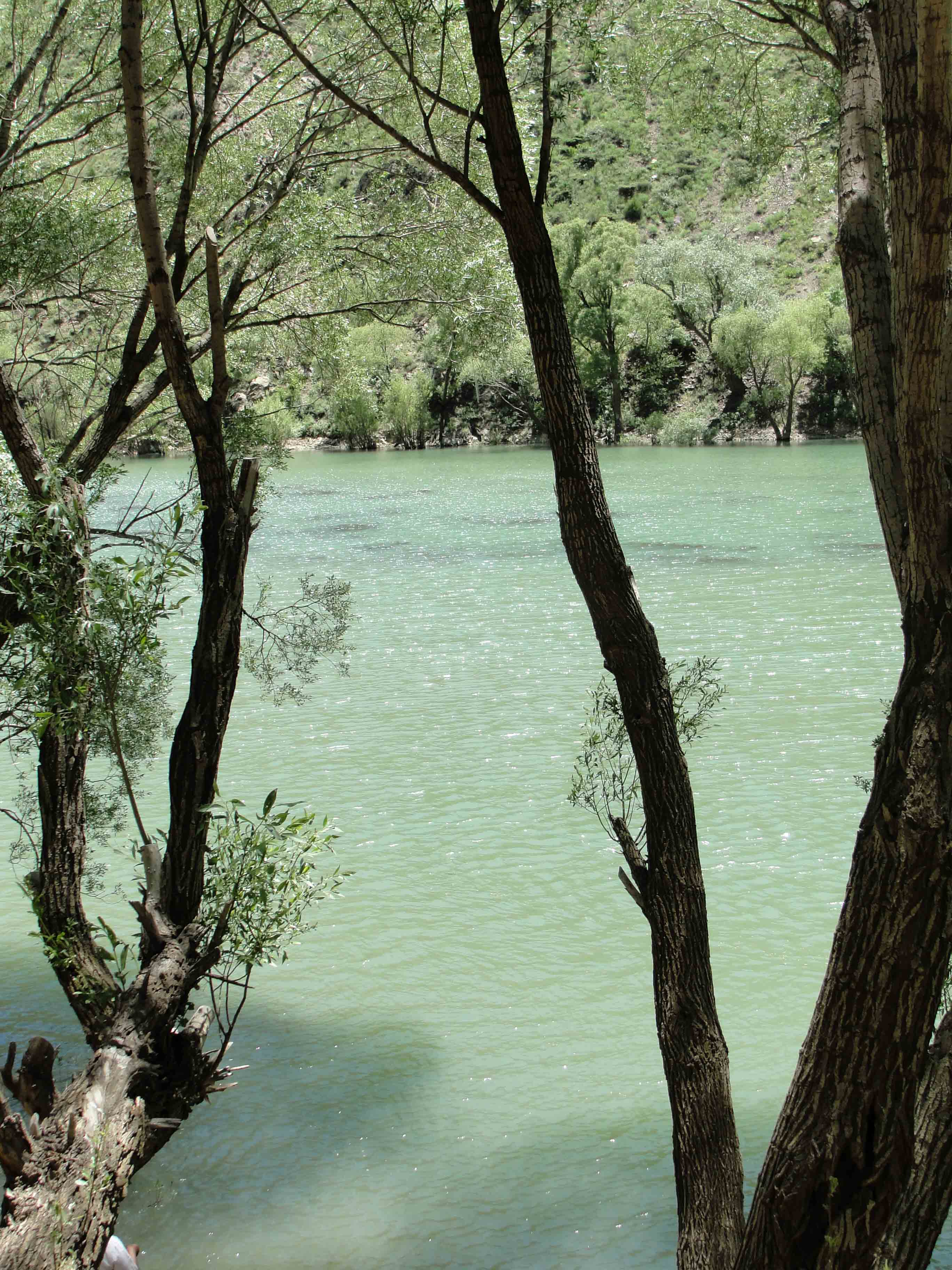
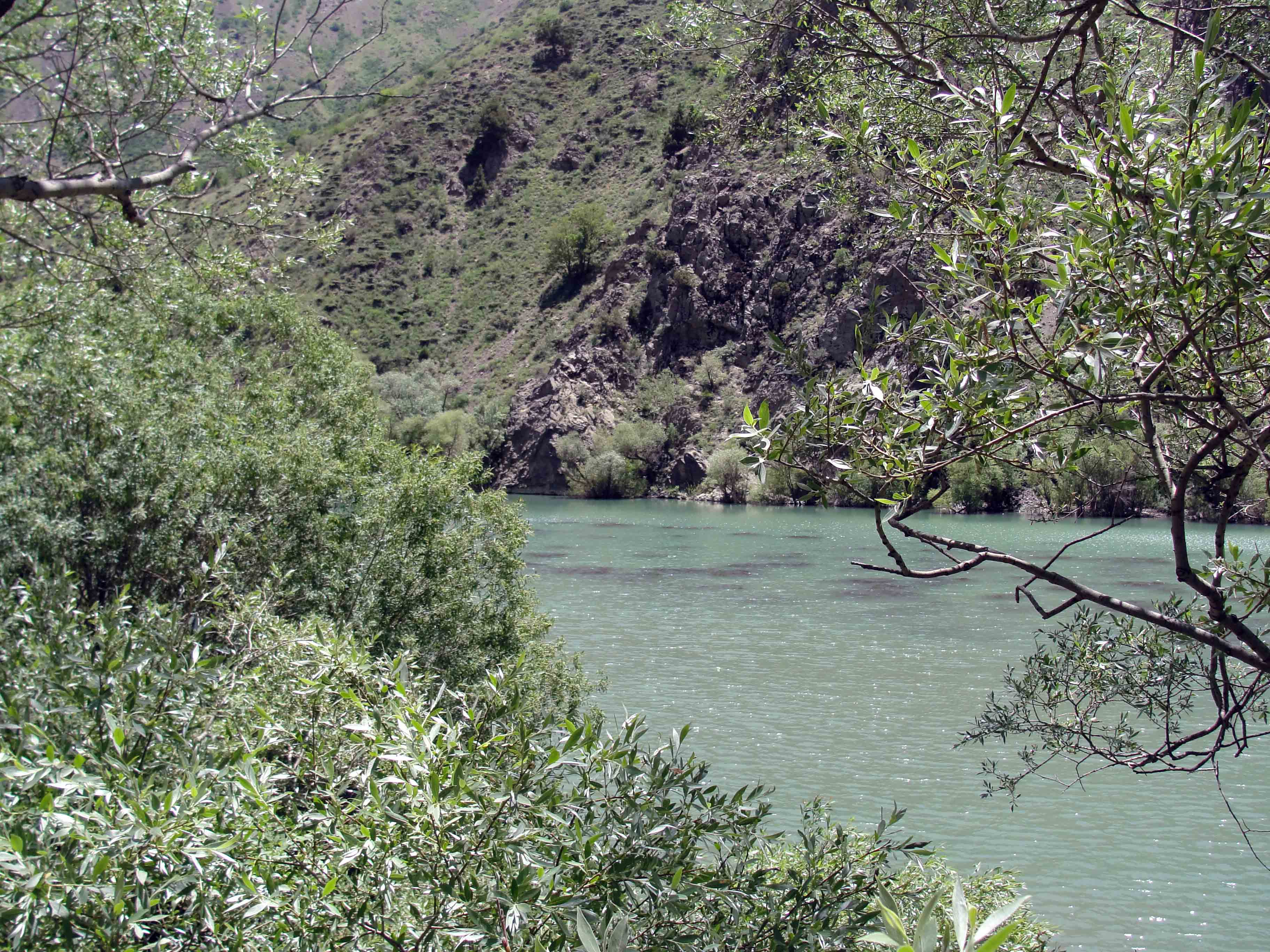
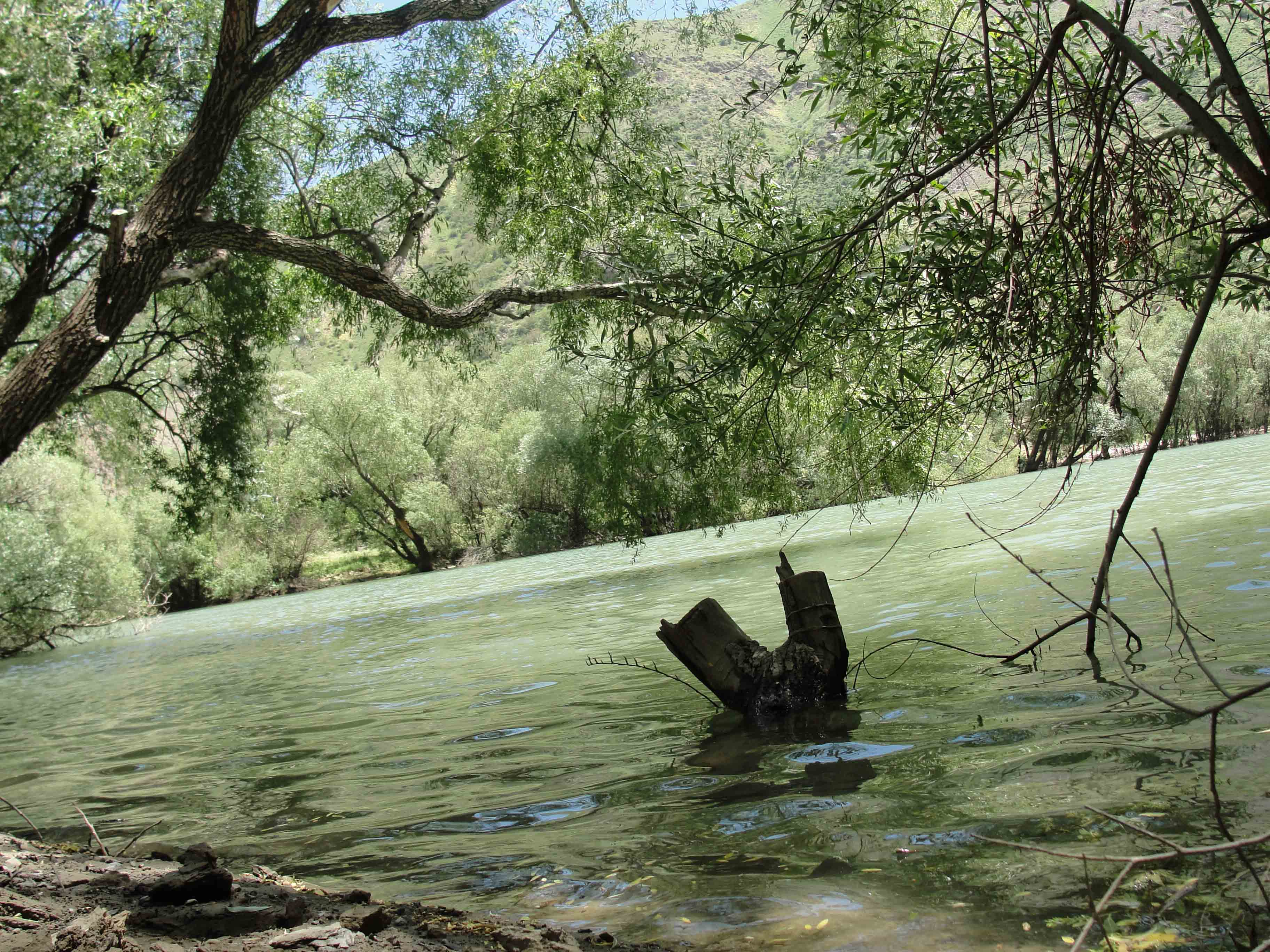